# 小行星9592
小行星9592（9592 Clairaut）是一颗绕太阳运转的小行星，为主小行星带小行星。该小行星于1991年4月8日发现。

## 轨道参数
小行星9592的轨道半长轴为2.8334111 UA，离心率为0.076。